# 加拉帕戈斯後絲鯡
加拉帕戈斯後絲鯡為輻鰭魚綱鲱形目鲱科的其中一種，被IUCN列為次級保育類動物，分布於東南太平洋區的加拉巴哥群島海域，棲息深度可達50公尺，體長可達26公分，棲息在沿岸海域，成群活動。

## 擴展閱讀
維基物種上的相關：加拉帕戈斯後絲鯡